# Filialkirche St. Georgen (Bleiburg)

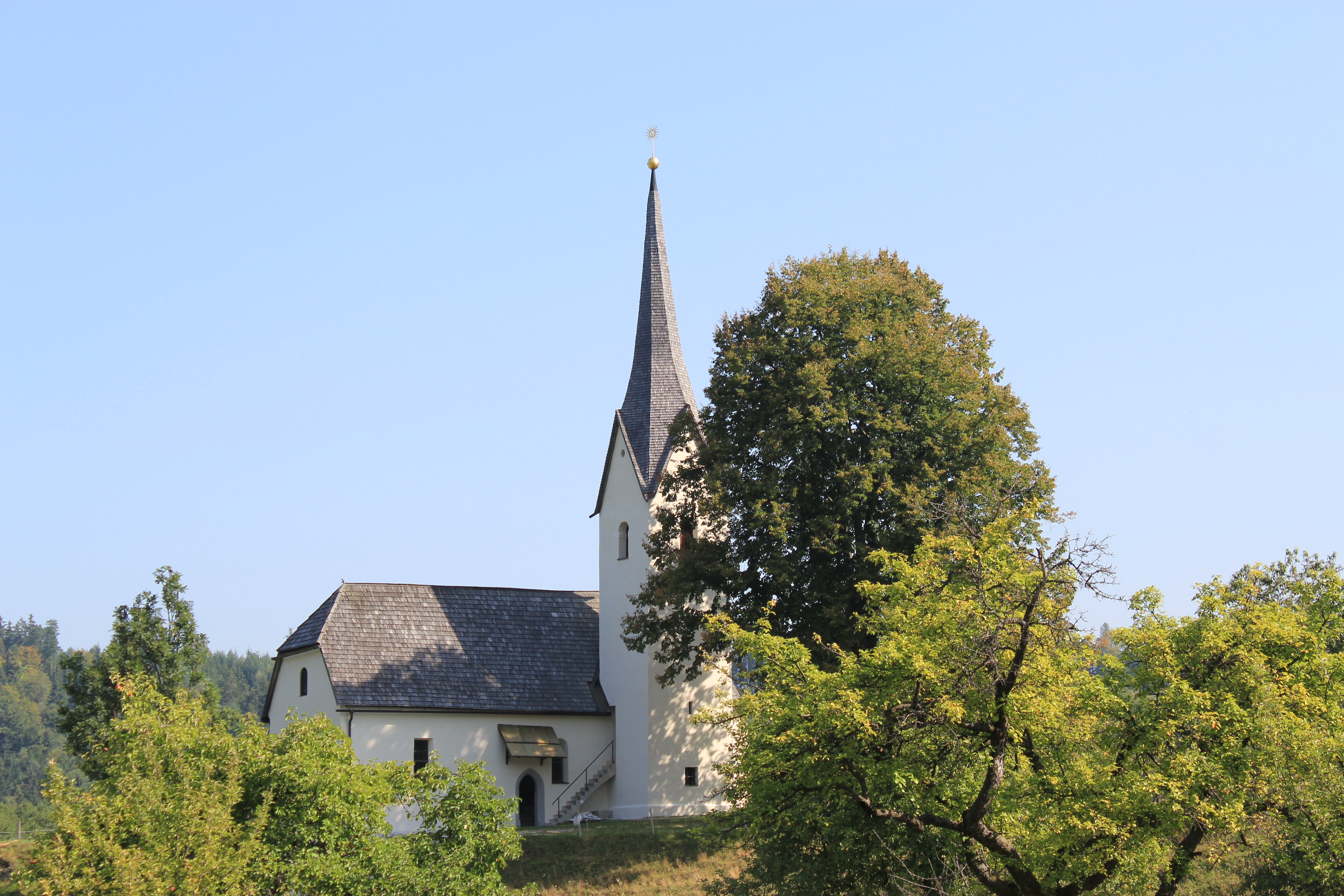
Außenansicht

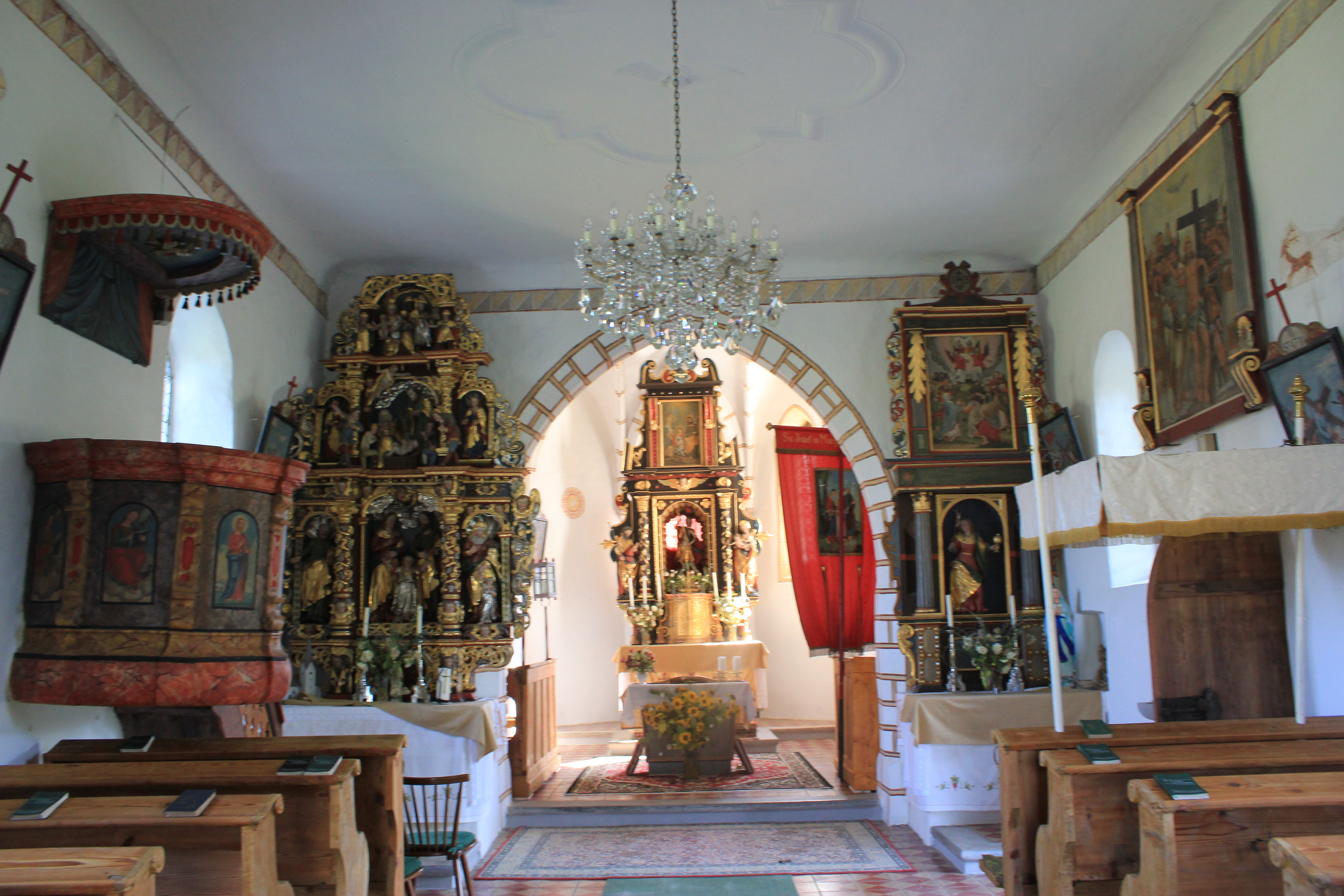
Innenansicht

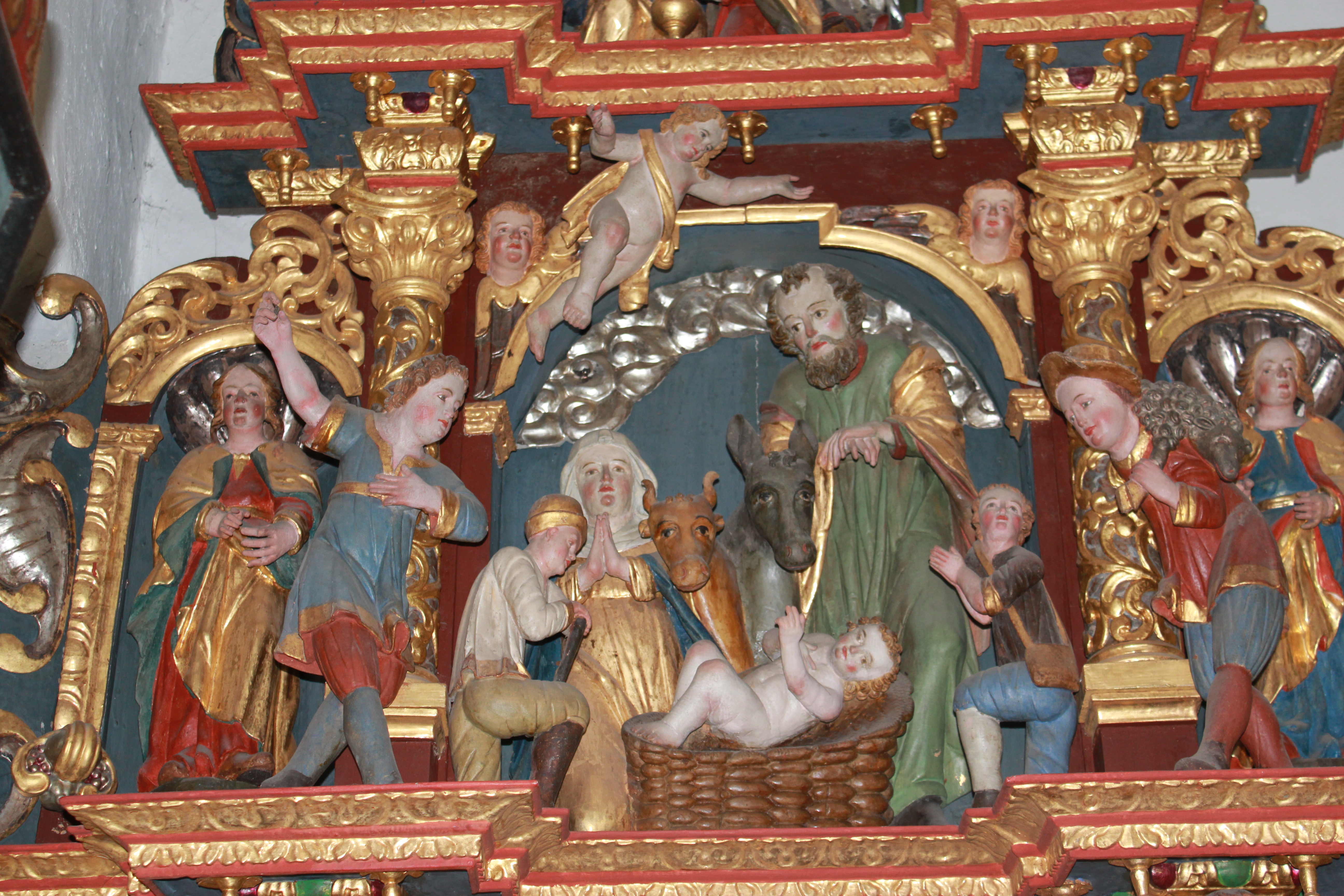
Linker Seitenaltar: Anbetung der Hirten

Die nahe der Staatsgrenze zu Slowenien auf einem Hügel bei Loibach in der Gemeinde Bleiburg gelegene Filialkirche St. Georgen gehört zur Pfarre Bleiburg.

## Baubeschreibung
Der kleine, ursprünglich gotische Bau mit Satteldach und Krüppelwalm wurde barockisiert und nach Westen verlängert. Den mächtigen Turm an der Südwand des Chores bekrönt eine Spitzpyramide. Betreten wird die Kirche durch das Spitzbogenportal im Süden.
Das Langhaus hat eine Flachdecke. An der Zackenfriesmalerei an den Längswänden kann man das ursprüngliche Ausmaß des Langhauses ablesen. 
Ein spitzer Triumphbogen verbindet das Langhaus mit dem zweijochigen Chor. Der Chor mit Fünfachtelschluss stammt aus der zweiten Hälfte des 15. Jahrhunderts. Er wird von zweistufigen Strebepfeilern gestützt. Sein Netzrippengewölbe ruht auf qualitätvollen Kopfkonsolen. Die bemalten Schlusssteine zeigen Steinmetzzeichen und das Lamm Gottes. An den Chorwänden sind bemalte Ornamentkreise.

## Ausstattung
Der barocke Hochaltar wurde 1656 errichtet. Er besteht aus einer Ädikula über einem kleinen Sockel mit seitlichen Konsolfiguren vor weit ausholenden, seitlichen Ohren und einer hohen Ädikula mit Schuppenpilastern, Voluten und Knorpelwerk als Aufsatz. Die Säulenschäfte sind mit Weinranken verziert. Die Mittelnische birgt die Statue des heiligen Georg. Die beiden spätgotischen Seitenfiguren, eine Madonna mit Kind und der heilige Bartholomäus wurden um 1520 im Umfeld des Karnberger Meisters geschaffen. Im Aufsatzbild sind Maria als Kind mit ihren Eltern Anna und Joachim dargestellt.
Der um 1675 gefertigte linke Seitenaltar ist ein reich geschmückter Knorpelwerkaltar mit dreizonigem Aufbau über einem kleinen, predellenähnlichen Sockel. Die erste und zweite Zone haben die Gestalt einer Ädikula mit Seitenteilen, den Aufsatz bildet eine Nische mit seitlichen Figuren. Der ganze Altaraufbau ist mit reichem Knorpelwerk überzogen und eingefasst. Den Mittelpunkt bildet eine Figurengruppe der Heiligen Familie, die von den Heiligen Joachim und Anna flankiert wird. Darüber wird in vollplastischen Gruppen die Geburt Christi und die Anbetung dargestellt. Die Statuen im Aufsatz sind die Heiligen Maria, Anna und Joachim.
Der rechte frühbarocke Seitenaltar entstand nach 1650. Er besteht aus einer Ädikula über hohem Sockel, einem hochformatigen Rahmen mit seitlichen Konsolpilastern als Aufsatz und einem IHS-Zeichen in einer Rollwerkkartusche als Bekrönung. Der Sockel und die seitlichen Ohren sind mit Beschlag- und Rollwerk geschmückt. Die Altarnische birgt die Statue der Maria Magdalena, am Aufsatzbild ist die Erscheinung der Heiligen Dreifaltigkeit wiedergegeben.
Die Kanzel aus der Mitte des 18. Jahrhunderts zeigt an den Brüstungsfeldern die vier Evangelisten und Christus als Guten Hirten. Unter dem mit Lambrequin verzierten Schalldeckel ist eine Heilig-Geist-Taube angebracht.